# صك إسلامي
التصكيك الإسلامي أو التوريق الإسلامي هو «إصدار وثائق أو شهادات مالية متساوية القيمة تمثل حصصاً شائعة في ملكية موجودات (أعيان أو منافع أو حقوق أو خليط من الأعيان والمنافع والنقود والديون) قائمة فعلاً أو سيتم إنشاؤها من حصيلة الاكتتاب، وتصدر وفق عقد شرعي وتأخذ أحكامه».
وبحسب القانون المقترح في مصر، فهي تمثل حصصًا شائعة في ملكية أعيان أو منافع أو خدمات، أو في ملكية موجودات مشروع استثمارى معين، أو رأسمال مرابحة، وفقًا لما تحدده نشرة الإصدار، وتكون قابلة للتداول لحين استحقاقها وفقا لشروط نشرة الإصدار.
وقد جاء في مؤتمر الآكاديمية العالمية للبحوث الشرعية في ماليزيا بأن الصكوك في الاصطلاح هي: أدوات مالية تصدر بغية جلب رأس المال. وهي شهادة على المديونية والملكية والإستثمار في أصول الموجودات عن طريق الشريعة الإسلامية حسب ما قررته هيئة الرقابة الشرعية".
ومن الناحية اللغوية فإن الصك هو الكتاب.
«وجمعه صُكوك وأَصكُك وصِكاك».
وكان الأمراء في السابق يكتبون للناس بأرزاقهم وأعطياتهم في كتب تسمى «صكّاً»، فيذهب بعضهم ويبيع هذه الأرزاق والأعطيات قبل أن يستلمها من الخزائن، فيستلم المال ويعطي للمشتري ذلك الكتاب «الصك» الذي حصل عليه من الأمير.
وفي الاصطلاح: الصك هو ما يُكتب فيه عن مال مؤجل أو نحوه.
ويقال أيضاً: هو كتاب الإقرار بالبيع أو الرهن.
وقال السرخسي: «الصك اسم خاص لما هو وثيقة بالحق الواجب».

## مبعث ومنبع الصكوك الإسلامية
الصكوك صيغة تمويلية جديدة مبعثها فقه المعاملات في الشريعة الإسلامية وهي آلية تمويلية تتجه نحو ما افتقدته البنوك الإسلامية من الشراكة الحقيقية بين عوامل الإنتاج في تمويل التنمية بصيغ المضاربة والمشاركة والتحول عن التمويل بالمرابحة والتي اعتمدت عليه أكثر من البنوك الإسلامية.
وتنبع فكرة استصدار الصكوك من صيغ المعاملات الشرعية المعهودة من أنواع مختلفة كتطوير مواكب لمتطلبات العصر التمويلية وكبديل عن السندات التي تتعامل بالفوائد المصرفية.
وما أن ظهرت الصكوك حتى اشتهرت وانتشرت كأداة معاصرة يقبل عليها المسلمون وغير المسلمين حتى انتشرت في كل أنحاء العالم، بمعدلات سريعة.

## خصائص الصكوك الإسلامية
هناك خصائص تميز الصكوك الإسلامية عن غيرها من أدوات الاستثمار الأخرى، ساهمت في انتشارها انتشاراً واسعاً، تتمثل في:
- تقوم على مبدأ المشاركة في الربح والخسارة: إن مقتضى المشاركات التي يقوم عليها مبدأ إصدار الصكوك من حيث العلاقة بين المشتركين فيها هو الاشتراك في الربح والخسارة بصرف النظر عن صيغة الاستثمار المعمول بها، حيث تعطي لمالكها حصة من الربح، وليس نسبة محددة مسبقاً من قيمتها الإسمية، وحصة حملة الصكوك من أرباح المشروع أو النشاط الذي تموله تحدد بنسبة مئوية عند التعاقد، فمالكوها يشاركون في غنمها حسب الاتفاق المبين في نشرة الإصدار، ويتحملون غرمها بنسبة ما يملكه كل منهم، وفقا لقاعدة الغنم بالغرم.
- وثائق تصدر باسم مالكها بفئات متساوية القيمة: تصدر الصكوك بفئات متساوية القيمة لأنها تمثل حصصاً شائعة في موجودات مشروع معين أو نشاط استثماري خاص، وذلك لتيسير شراء وتداول هذه الصكوك، وبذلك يشبه الصك الإسلامي السهم الذي يصدر بفئات متساوية ويمثل حصة شائعة في صافي أصول الشركة المساهمة، كما أنه يلتقي في ذلك مع السندات التقليدية والتي تصدر بفئات متساوية.
- تصدر وتتداول وفقا للشروط والضوابط الشرعية: تخصص حصيلة الصكوك للاستثمار في مشاريع تتفق مع أحكام الشريعة الإسلامية، كما أنها تقوم على أساس عقود شرعية وفقاُ لصيغ التمويل الإسلامية كالمشاركات والمضاربات وغيرها، بضوابط تنظم إصدارها وتداولها.
- تمثل حصة شائعة في ملكية أصول أو منافع أو خدمات يتعين توفيرها، ولا تمثل ديناً على مصدرها لحاملي الصكوك.

## الفرق بين الصكوك الإسلامية وأذونات الخزانة
أذونات الخزانة تتعامل بفوائد، أما الصكوك فهي عقد تمليك أو إيجار لجزء من ملكية مشروع استثماري، لا تزيد نسبتها، بل تزيد قيمتها فقط حسب قيمة المشروع الاستثماري المتعامل عليه في هذه الحالة. الصكوك يمكن مبادلتها أو بيعها أو تحويلها لأسهم بورصة، وذلك جوهر اختلافها عن القروض. الأذونات هي أوراق دين حكومية تصدر بمدة تتراوح بين 3 -12 شهرا.

## الفرق بين الصكوك الإسلامية والسندات
| الصكوك                                      | السندات                                               |
| ------------------------------------------- | ----------------------------------------------------- |
| تبادل الأصول بالنقود                        | تبادل الأرواق بالنقود                                 |
| الناتج من الصكوك هو الربح من إيرادات الأصول | الربا                                                 |
| ملكية في الحصص التابعة من موجودات الأصول    | حقوق المصدر على الدائن                                |
| التجارة – بيع الأصول                        | التجارة: بيع الدين (قروض ربوي)                        |
| استعمال الصكوك في المشروعات توافق الشرعية   | استعمال رأس المال في الامور المشروعة وغير مشروعة شرعا |

## أنواع الصكوك
والصكوك لها أنواع عديدة، ويمكن توليف مختلف الصيغ لابتكار صيغ جديدة بما لا تتعارض مع أحكام الشريعة الإسلامية؛ وقد ذكرت هيئة المراجعة للمؤسسات المالية الإسلامية منها أربعة عشر نوعا. ومن أنواع الصكوك ما يلي:

### صكوك الاستثمار
هي أوراق مالية تمثل حقوق ملكية المشروع الذي يمول بحصيلة إصدارها، ويستحق حامل الصك النسبة المتفق عليها من حصة في ربح المشروع ويتحمل مخاطره بنسبة ما يملكه فيه، مثلها في ذلك مثل أسهم الشركة، غير أن للصكوك أجلاً محدداً تطفأ بعده. والصك بذلك يختلف عن سند القرض الذي تصدره الحكومات والشركات لأنه يمثل ديناً بفائدة في ذمة مصدر السند لحامله ولا يمنح حامل السند حق ملكية مشروع استثماري معين.
ولصكوك الاستثمار أنواع كثيرة تناسب ظروف طالبي التمويل والمستثمرين مقدمي التمويل عن طريق شراء هذه الصكوك، وتصدر هذه الصكوك على أساس عقد من العقود الشرعية، كعقد الإجارة والمضاربة بجانب صكوك التمويل التي تُصدر على أساس عقد المرابحة والاستصناع والسلم وغيرها.

### صكوك المضاربة
صكوك المضاربة يصدرها مضارب لاستخدام حصيلة إصدارها في تمويل نشاط خاص أو مشروع استثماري معين يتولى هو إدارته بوصفه مضارباً مقابل حصة من ربح هذا المشروع فيكون حملة الصكوك (المستثمرون/ أرباب المال) هم مُلَّاك المشروع الذي أقيم بأموالهم، ويكون مصدر الصكوك هو مدير المشروع، أو المضارب ويوزع ربح المشروع بين حملة الصكوك والمضارب بصفته مديراً للمشروع حسب الإتفاق، أما في حالة الخسارة التي لا يد فيها للمضارب فتكون على رب المال (حملة الصكوك). ولا يخسر المضارب إلا عمله في مدة المضاربة وللمضارب أن يشتري المشروع أو بعضه على دفعات، من حصته في الأرباح أو في نهاية مدة الصكوك بالثمن الذي يتم الاتفاق عليه، وتطفأ الصكوك بالثمن.

ويلاحظ هنا أن حملة الصكوك وهم المستثمرون مقدمو التمويل لا يستحقون إلى النسبة المتفق عليها من ربح المشروع فإذا لم يُحقق المشروع ربحاً بسبب لا يد للمضارب فيه فإنهم لا يستحقون عادةً لرأس مالهم.

### صكوك الاستصناع
إذا أرادت الحكومة أو إحدى الشركات تمويل مشروع معين، من مشاريع الإسكان والبنية التحتية، مثل بناء مجمع سكني أو إداري أو مطار أو رصف طريق أو من المشاريع الصناعية مثل تصنيع طائرة أو سفينة أو مصنع، فإنها تصدر صكوك استصناع تمول حصيلتها تكاليف إقامة هذا المشروع، وتدخل الحكومة أو الشركة في عقد استصناع بصفتها مستصنعة (مشترية) مع ممثل حملة الصكوك يحدد ثمن المشروع وطريقة دفع هذا الثمن، ويقوم ممثل حملة الصكوك (SPV) أو من ينيبه عنه بعمله إقامة المشروع عن طريق التعاقد مع المقاولين وغيرهم بعقد استصناع مواز ويمثل العائد أو الربح على صكوكهم. ويستحق حملة الصكوك الفرق بين تكلفة إنشاء المشروع والثمن الذي بيع به للحكومة.
وتحدد نشرة إصدار الصكوك مواصفات المشروعات وتكاليف إنشائه وثمن بيعه للحكومة أو إحدى الشركات وطريقة دفع هذا الثمن ويستحق حملة الصكوك ثمن بيع المشروع للحكومة، وهذا الثمن يتضمن تكلفة المشروع المتمثل في إصدار الصكوك بالإضافة إلى هامش ربح معين.

### صكوك المرابحة
هذه الصكوك تحمل قيما متساوية يصدرها التاجر أو وكيله بغرض شراء سلعة ما ثم بيعها بمرابحة معلومة مثل معدات مطلوبة ضمن عقد استصناع مثلا فيتم شراء المعدات مرابحة ويكون حاملو الصكوك هم ملاك المعدات وثمن بيعها بالمرابحة.صكوك المشاركةهذه الصكوك تحمل قيما متساوية يصدرها المتعهد أو وكيله بغرض تمويل مشروع أو مشاريع يكون حاملو الصكوك هم أصحاب تلك المشاريع، وهي مشابهة لشركات المساهمة وقد يختلف عنها إذا تم تفويض مصدر الصكوك باختيار المشاريع التي يتم تحويلها وإنشائها.

### صكوك الإجارة
صكوك الإجارة أو الأعيان المؤجرة، وهي تتعلق بالأعيان والأصول المؤجرة، وتحمل قيما متساوية، ويصدرها مالك العين المؤجرة أو وكيله. ومقصود المعاملة هو بيع العين المؤجرة عن طريق الصكوك ليصبح حاملوها هم ملاك الأصل وكذلك المستفيدون من ريع تأجيره، بقدر أنصبة الصكوك التي يحملها كل واحد في الأصل المؤجر.
وعلى سبيل المثال يمكن أن تكون هنالك بناية مؤجرة، ويكون دخلها الشهري أو السنوي هو عائد حملة الصكوك الذين يعتبرون شركاء في ملكية البناية، وبالإضافة إلى عائد الإيجار فإن حامل الصك يمكنه بيع الصك.

### صكوك التجارة
يمكن تمويل العمليات التجارية بصكوك التمويل الشرعية، فإذا أرادت الحكومة أو إحدى مؤسساتها أو بعض شركات القطاع الخاص تمويل شراء بضاعة مرابحة بثمن مؤجل لمدة محددة قصيرة أو متوسطة، مثل شراء سلعة الزيت أو القمح أو السكر أو غيرها من السلع الغذائية أو المعدات والآلات والأجهزة فإنها تلجأ إلى مؤسسة مالية إسلامية وسيطة وتطلب منها إصدار أدوات مالية إسلامية كصكوك التمويل، نيابة عن حملة الصكوك لاستخدام حصيلة إصدارها في شراء هذه السلع أو المعدات بثمن حال يدفع على أقساط، ويستحق حملة الصكوك الربح المتمثل في الفرق بين ثمن شراء بضاعة المرابحة من المورد وثمن بيعها للحكومة أو الشركة الواعدة بشرائها.

### صكوك السلم
إذا أرادت الحكومة أو إحدى مؤسساتها أو إحدى شركات القطاع الخاص التي تقوم بإنتاج سلع معينة أن تحصل على تمويل لرأسمال العامل لتمكينها من عملية الإنتاج أو لتطوير أو زيادة نشاطها أو إضافة خطوط إنتاج، فإنها بدلاً من أن تلجأ إلى قرض بفائدة أو إصدار سندات دين بفائدة تلجأ إلى مؤسسة مالية، وتطلب منها عمل الترتيبات اللازمة لإصدار صكوك سلم تستخدم حصيلة إصدارها ثمنلً حالاً لسلعة السلم التي تبيعها الحكومة أو الشركة إلى حملة الصكوك وتسلمها لممثلهم لبيعها في السوق،
وهذه الصكوك تمثل ديناً سلعياً، ولذلك يجوز عند المالكية استردادها أو إطفاؤها من مصدرها بشروط معنية كما يجوز تداولها في السوق الثانوية.
وعقد السلم يتم بين ممثل حملة الصكوك بصفته مشترياً وبائع بضاعة السلم وهو الحكومة أو الشركة، ويجب على مشتري بضاعة السلم تسليم الثمن وهو حصيلة إصدار الصكوك في الحال..

### صكوك المنافع
هذه الصكوك تحمل قيما متساوية يصدرها المالك لعين موجودة، أو معيد الاستئجار من الباطن برضا المالك، خلال فترة الإيجار، أو وكليهما، وذلك بغرض تمليك المنفعة –دون العين- لحاملي الصكوك من خلال تأجير الخدمة لهم خلال فترة معينة هي فترة صلاحية الصك. فيحق لهم ريع الأصل.
ويمكن أن يقوم مستأجر الأصل بموجب عقد الإيجار الأول بإصدار الصكوك خلال فترة الإيجار المحددة لإعادة التأجير من الباطن لحاملي الصكوك، طالما أن المالك لا يمانع من ذلك. أو في ملكية المنفعة للأصل المؤجر.

### صكوك منافع الأعيان الموعودة
وهي الموصوفة في الذمة، هذه الصكوك تحمل قيما متساوية يصدرها المالك أو المستأجر أو وكيلهما عن عين موصوفة في الذمة موعودة بإيجارها وذلك بغرض تمليك المنفعة لحاملي الصكوك من خلال تأجير الخدمة لهم خلال فترة صلاحية الصك..
ويتم إصدار الصكوك للأصول غير المستأجرة، في لحظة إصدار الصكوك، باعتبار الوعد بإيجارها في وقت مستقبلي يشار إليه في العقد. ويكون ذلك بناءً على مبدأ المؤمنون عند شروطهم ما لم يحلل حراما أو يحرم حلالا، وقياساً على السلم مع تقديم الثمن في التعاقد على موصوف في الذمة وعلى ظرف مستقبل من الزمان.

### صكوك الخدمات من المتعهد
هذه الصكوك تحمل قيما متساوية يصدرها متعهد بتوفير أو بيع خدمات موصوفة في الذمة ويتم بيع تلك الخدمات في شكل صكوك ليصبح حاملوها هم ملاك تلك الخدمات ويحصلون على عوائد بيعها في الأسواق. والمثال على ذلك هو توفير برامج تعليمية أو صحية في الجامعات أو المستشفيات. ويسهم حملة الصكوك في تمويل البرامج التعليمية أو الصحية ومتطلباتها حتى تكون جاهزة لطالبيها من طلاب العلم أو المرضى. وتكون حصيلة بيع تلك البرامج للمستفيدين منها هو الريع العائد لحملة الصكوك.

### صكوك الخدمات المتاحة
هذه الصكوك تحمل قيما متساوية يصدرها متعهد أو وكيل تتوفر لديه خدمات تباع لحاملي الصكوك. ويصبح من حق مالكيها بيعها.

## صكوك المشاركات الزراعية

### صكوك المزارعة
يجوز لمالك أرض صالحة للزراعة أن يطلب تمويل زراعة الأرض عن طريق إصدار صكوك مزارعة تستخدم حصيلتها لدفع تكاليف الزراعة، ويتم توققيع عقد مزارعة بين ممثل حملة الصكوك وبين مالك الأرض الزراعية، على أن يقسم المحصول بين ممثل حملة الصكوك بصفتهم الزراع وبين مالك الأرض حسب الاتفاق.

### صكوك المغارسة
يجوز لمالك أرض صالحة لزرع الأشجار المثمرة، أن يمول غرسها بهذه الأشجار ورعايتها وتهذيبها ومعالجتها ضد الآفات عن طريق إصدار صكوك مغارسة تستخدم حصيلة إصدارها لدفع تكاليف غرس الشجر ورعايته حتى يبغ مرحلة الإثمار. ويكون هناك عقد مغارسة بين ممثل حملة الصكوك وبين مالك الأرض حسب الاتفاق.

### صكوك المساقاة
إذا كان لدى الحكومة أو شركة من شركات القطاع الخاص بساتين أشجار وتحتاج إلى تمويل رعاية الشجر وسقيه وتهذيبه ومعالجة الآفات التي تضر به فإنها بدلاً من أن تقترض بفائدة أو تصدر سندات دين بفائدة،
تطلب من مؤسسة مالية وسيطة أن تقوم بعمل الترتيبات اللازمة لإصدار صكوك مساقاة تستخدم حصيلة إصدارها في دفع تكاليف رعاية هذه الأشجار وما ذكر معها.
وبمقتضى هذه الصكوك يكون حملة الصكوك هم المساقي بماله وتكون الحكومة أو الشركة هي مالكة الشجر، وتقسم الثمار بين حملة الصكوك ومالك الشجر بالنسبة المتفق عليها.
وهذه الصكوك تقبل التداول لأنها تمثل حقوق ملكية موجودات يجوز التعامل فيها شرعاً.

## مميزات الصكوك الإسلامية
- توفير سيولة نقدية سريعة.[14]
- مع انتشار بنوك المعاملات المالية الإسلامية اشتهرت الصكوك وأصبح بعض الغرب يتعامل بها.
- بالنسبة للمستثمر مخاطرها أقل بكثير لأنه يستطيع بيعها لأي طرف تالت إذا ما استشعر خسارته.
- بالنسبة للمستثمر السلم يشعر بالراحة أكثر في التعامل مع الصكوك لأن ليس لها فوائد ربوية مثل أذونات الخزانة، فهو شريك في الأصل، سواء بالمكسب أو بالخسارة.
- قدرة الصكوك علي تغطية العجز المالي للحكومات أو المشاريع.[15]
- بالنسبة للمستثمر الدخل من هذه الصكوك هو أوراق مالية قابلة للتداول عالمياً، فالحصول علي الفوائد عملية سهلة.
- لا تمثل دين علي المصدر.

## عيوب الصكوك الإسلامية
- الصكوك هي عقود ملكية للأصول في أغلبها وعقود تأجير في بعضها، وليس عقود ربح فقط.
- إذا لم يكن لديك خطة واضحة لكيفية استعادة أصول ملكيتك أو ملكية مشروعك من الصكوك، فلن تستطيع إعادة تملك الأصول أو المشاريع محل المسألة.
- ليس هناك قيود على بيع الصكوك من شخص لأخر، في هذه الحالة أنت ليس لك الكلمة العليا علي مشروعك ان كنت تريد استرداده أو حتى ان كنت لازلت شريكا فيه.[16]

## التوسع في الصكوك
هنالك أسباب كثيرة لاتساع سوق الصكوك منها مايلى:
1. القناعة المتولدة عند المدخرين بعدم التعارض مع أحكام الشريعة وأداء الصكوك وهيكلتها.
2. ظهور أسواق الأوراق المالية والتداول الصكوك فيها وتوسع نطاقها.
3. البدء في وضع التشريعات الكفيلة بتنظيمها.
4. الحاجة المستمرة إلى التوسع في مشاريع البنية التحتية بدول الخليج مع توفير السيولة اللازمة لتمويل الصكوك.
5. قدراتها على توفير التحويل المستقر طويل الأجل.
6. قدرة الصكوك على الوفاء بتغطية العجز المالي.

وقد أصدرت الصكوك في عدة دول إسلامية منها ماليزيا ودول مجلس التعاون وإيران وباكستان والسودان وفي دول غير إسلامية منها بريطانيا واليابان وألمانيا وولاية تكساس الأمريكية. وتقدر الاحتياجات التمويلية للمشروعات في دول مجلس التعاون بمبلغ 800 مليار دولار حتى العام 2017م. ويقدر اجمالي الصكوك في العام 2015م بمبلغ 3 ترليون دولار.
وقد تطور سوق الصكوك من 500 مليون دولار في العام 2001 حتى بلغت حوالي 31 مليار دولار بنهاية العام 2006م، بحسب سوق دبي المالي.
وترى وكالة موديز العالمية للتقييم الائتماني حجم النمو في إصدارات الصكوك قد تتراوح ما بين 30- 35 % سنوياً.

## إصدارات الصكوك في دولمجلس التعاون
يُلاحظ أن دولة الإمارات لها السبق في إصدارات الصكوك خلال العامين (2006- 2007م) بمعدل 58 و 51% على التوالي. وقد أخذت الإصدارات السعودية تنطلق بمعدل متزايد من 30 إلى 37% مما يتوقع معه الازدياد المستمر في حصيلة الإصدارات الخليجية بصفة عامة ولا سيما الإماراتية والسعودية خلال السنوات القادمة. ومن المتوقع أن يعمل حجم الإصدارات الصكية ماقيمته مع ترليون دولار في العام 2015م.
| الإمارات العربية المتحدة | 58%  | 51%  |
| السعودية                 | 30%  | 37%  |
| البحرين                  | 6%   | 4%   |
| الكويت                   | 4%   | 6%   |
| قطر                      | 2%   | 2%   |
| المجموع                  | 100% | 100% |

| المضاربة | 40.2% |
| المنفعة  | 4.2%  |
| إجازة    | 45.9% |
| السلم    | 0.7%  |
| المشاركة | 9%    |
| المجموع  | 100%  |

## تجربةالإمارات العربية المتحدة
لقد تم إصدار صكوك في دولة الإمارات بقيمة 7 مليارات دولار في العام 2006م وبقيمة 12 مليار دولار خلال العام 2007م. ومن المشروعات الضخمة في أبوظبي والتي ينتظر أن يتم تمويلها عبر إصدارات الصكوك مشروع ميناء خليفة والمنطقة الحرة بحوالي 10 مليارات دولار.
| الخدمات المالية | 31%  |
| العقارية        | 25%  |
| الطاقة          | 12%  |
| السلم           | 0.7% |
| أخرى            | 32%  |
| المجموع         | 100% |

### مصرف عجمان
تشهد دولة الإمارات باعتبارها بلد المنشأ لأول بنك تجاري في العالم يتعامل مع الجمهور بما يتوافق مع أحكام الشريعة الإسلامية، وهو بنك دبي الإسلامي، وذلك في العام 1975م، زيادة مستمرة في عداد بنوكها الإسلامية البالغة ثمانية بنكاً إسلامياً بانضمام مصرف عجمان الإسلامي، وبنك الهلال في أبوظبي، والتي من شأنها أن تسهم إسهاماً مباشراً في ارتفاع إصدارات وقيم الصكوك فيها مما يسارع في دفع عجلة التنمية الاقتصادية من خلال تمويل المشاريع الكبرى ومشاريع البنية التحتية فيها. إن إنشاء بنك عجمان الإسلامي يمكن له أن يلعب دوراً مهماً في تنمية الإمارة من خلال التمويل المصرفي الإسلامي وكذلك بالإسهام في إصدار الصكوك لتمويل مشاريع البنى التحتية في الإمارة.
وفي تصريح من مؤسسةإستاندارد آند بورز، أعلنت بأن دبي مرشحة لقيادة سوق الصكوك عالمياً.

## تجربةمصر
بعد نجاح الثورة المصرية عام 2011، وصعود القوى الإسلامية. شهدت مصر اهتمام بالغ بالصيرفة والتمويل الإسلامي. وكان من أبرزها موضوع الصكوك الإسلامية. حيث صرح أحد أهم الخبراء الاقتصاديين، الدكتور حسين حامد حسان، عضو اللجنة التأسيسية للدستور المصري عام 2012 وصاحب مشروع الصكوك الإسلامية، والتي تبين ان ما نسبته 90٪ لا يتوافق مع الشريعة الإسلامية، يعتقد إمكانية توفيرها لسيولة نقدية لمبالغ ضخمة من المال، يمكن بها تسديد عجز الموازنة. وصرح أيضاً، بأهمية وجود إدارة متخصصة أمينة. وقد بدأت الفكرة في الصعود كما يلي،
- طرح الفكرة الأب الروحي للمصارف الإسلامية الدكتور سامي حسن حمود - أردني الجنسية - فكرة الصكوك الإسلامية عام 1999م على الحكومة المصرية.
- قام الدكتور سامي حسن حمود بتسجيل فكرة طرح صكوك إسلامية متداولة بالشهر العقاري بالقاهرة عام 2000م كملكية فكرية له .
- أول مرة تم طرح فكرة الصكوك الإسلامية بشكل رسمي كان بواسطة ممثلي حزب النور والحرية والعدالة أمام مجلس الشعب المنحل، والذي حال حله، دون تمرير القرار.
- حتي الآن لم توضح الحكومة بشكل شفاف ماهي المشروعات الزراعية أو الخدمية أو الصناعية أو غيرها التي ستغطي هذه الصكوك.
- لم توضح الحكومة حتي الآن كيف ستثمر العائد من هذه الصكوك.
- لم توضح الحكومة كيف سيختلف امتلاك هذه الصكوك لامتلاك أسهم بالبورصات المختلفة .
- إذا كانت هذه الصكوك ستغطي تكاليف مشاريع استثمارية أو خدمية، فلم توضح الحكومة كيف ستحمي الدولة من مشاكل الملاك متعددي الجنسية أو كيفية حمايتها من مشاكل البيع وغيره. على الوجه الآخر، أكد الدكتور حسين حامد بأنها لن تسمح للأجانب بحق التملك لأصول الدولة.[23]
- غياب النزاهة والشفافية في كيفية التعامل مع هذه الصكوك يؤدي لنفس مدخلات الفساد.
- عمليات التصكيك تقلل من هيمنة الجهاز المصرفي المركزي كمزود وحيد للتمويل، لصالح ملاك الصكوك والذين يزيد نفوذهم كلما زادت أعداد وحصص صكوكهم.
- الموافقة التي أقرها مجلس الوزراء جاءت علي النواحي القانونية والإدارية للصكوك الإسلامية، ولم ينشر كيفية تطبيق الصكوك والعائد عليها، ولم يُنشر طرق استرداد أموالها.
- لم يتم الإعلان عن كيفية صرف العائد منها.
- المشروع الذي مضي عليه مجلس الوزراء يخص القطاع الخاص بشكل عام، ولكن بالمادة رقم 5 [24] منه تم إقحام الحكومة به كمصدر للصكوك علي المشروعات التي تري بها الحكومة أو البنك المركزي الحاجة لذلك وذلك لحماية أصول الدولة من الرهن أو البيع.
- اعترض الأزهر الشريف على مشروع الصكوك الإسلامية بصورته الأولية وذلك بعد دراسة مع هيئة كبار العلماء.[25][26] إلا أنه استمرت المحادثات والدراسات لتحديد نقط الخلاف وتحديدها لعلاجها.[27]
- تُخطط وزارة المالية لطرح أول إصدار من الصكوك بداية العام المالي المقبل 2013 - 2014 وسط توقعات كبيرة بنجاح المشروع[28]